# Metal Gear Solid: The Legacy Collection
Metal Gear Solid: The Legacy Collection är en datorspelssamling till Playstation 3 som innehåller alla huvudspel ur spelserien Metal Gear som har släppts mellan 1987 och 2012. Två visuella romaner samt ett häfte med konceptgrafik följer med i samlingen.
Samlingen släpptes i Europa den 13 september 2013.

## Innehåll

### Spel
- Metal Gear[a]
- Metal Gear 2: Solid Snake[a]
- Metal Gear Solid[b]
- Metal Gear Solid: VR Missions[b]
- Metal Gear Solid 2: Sons of Liberty[c]
- Metal Gear Solid 3: Snake Eater[c]
- Metal Gear Solid 4: Guns of the Patriots
- Metal Gear Solid: Peace Walker[c]

### Videor
- Metal Gear Solid: Digital Graphic Novel[d]
- Metal Gear Solid 2: Digital Graphic Novel[d]

### Häfte
- Metal Gear Solid: The Legacy[e]